# Ісаков Борис Іванович
Бори́с Іва́нович Іса́ков (нар. 1934)  — доктор економічних наук, професор.

## Життєпис
Випускник Московського фізико-технічного інституту (1957 р.) Працював у наукових закладах АН СРСР. З 1974 року — завідувач кафедри статистики Московського інституту народного господарства ім. Г. В. Плеханова.
Доктор економічних наук, професор.
Автор ряду оригінальних наукових концепцій, має понад 200 публікацій з економіки, статистики, фізики.
Наукові дослідження присвячені екології людини, середовища, культури.
Голова ради Екологічного товариства СРСР.